# Lifespan: Why We Age – and Why We Don't Have To
Lifespan: Why We Age – and Why We Don't Have To är en bok av David A. Sinclair.

## Synopsis
Lifespan har tre delar:
- "Del I: Vad vi vet (Det förflutna)" – innehåller 3 kapitel
- "Del II: Vad vi lär oss (nutiden)" – innehåller 4 kapitel
- "Del III: Vart vi är på väg (Framtiden)" – innehåller 2 kapitel

Boken innehåller även en inledning och en avslutning.
Författarna börjar med att försöka karaktärisera hur yrkesverksamma ser på åldrandets kännetecken, inklusive genomisk instabilitet orsakad av DNA-skador, förändringar i epigenomet som styr vilka gener som slås på och av; förlust av hälsosamt protein, känt som proteostas, utmattning av stamceller och produktion av inflammatoriska molekyler.
"Att ta itu med en av dessa, så kan du bromsa åldrandet", menar författarna. "Ta itu med dem alla, så kanske du inte åldras."

## Kritisk mottagning
Lifespan debuterade som nummer 11 på The New York Times bästsäljarlista för inbundna fackböcker den 28 september 2019.
Boken fick blandade recensioner från kritiker. "Om du är det minsta hoppfull om att kunna dunka en basketboll vid 50 års ålder, eller vandra Appalachian Trail vid 70, eller blåsa ut 100 ljus på din födelsedagstårta någon dag, kanske du kan överväga att göra plats för Lifespan i din bokhylla", skrev en recensent för Outside.
En recension för Boston Magazine kallade Sinclair för "en av vetenskapens mest kontroversiella personer" och sa att många i forskarsamhället var skeptiska till påståenden han gjorde om mänsklig livslängd. Biologiprofessorn Steven N. Austad vid University of Alabama sa: "David är en god vän, men jag tycker att han har gjort sig skyldig till att ha gjort överdrivna påståenden." Charles Brenner skrev i Archives of Gerontology and Geriatrics och sammanfattade att Lifespan har "blivit en inflytelserik källa till felaktig information om livslängd, med kontrafaktiska påståenden om att livslängdsgener är bevarade mellan jäst och människor, förekomsten av förmodade aktivatorer av dessa gener och påståenden om framgångsrik åldersomvändning hos möss baserat på partiell omprogrammering."
I en intervju från 2019 avfärdade Sinclair idén att längre livslängder skulle kunna leda till överbefolkning. "Befolkningstillväxten kommer att plana ut inom de närmaste decennierna, och friskare människor får färre barn", sa Sinclair. "Den globala befolkningen stabiliseras redan, och i många avancerade länder minskar den, så människors rädsla för att världen kommer att bli överbefolkad med sköra äldre människor är helt felaktig."